# The World God Only Knows
The World God Only Knows (jap. 神のみぞ知るセカイ, Kami nomi zo Shiru Sekai, dt. „Die Welt, die nur Gott kennt“), häufig abgekürzt zu Kaminomi (神のみ), ist eine Manga-Reihe, die von Tamiki Wakaki geschrieben und gezeichnet wird. Von April 2008 bis April 2014 erschien die Reihe in dem Magazin Shōnen Sunday. Eine Adaption als gleichnamige Light-Novel-Reihe folgte 2009. Weitere Adaptionen als Anime-Fernsehserie, hier mit englischem Untertitel The World God Only Knows, die im Animationsstudio Manglobe unter Regie von Shigehito Takayanagi entstanden, folgten 2010 bis 2013.

## Handlung
Keima Katsuragi (桂木 桂馬, Katsuragi Keima) ist Schüler des zweiten Jahrgangs der Oberschule und ein fanatischer Spieler von Galgēs (Spielen mit hübschen Mädchen, häufig Ren’ai-Adventure oder Ren’ai-Simulationen). Im Internet ist er unter dem Namen Otoshi-gami (落とし神, dt. „Der Eroberungsgott“) bekannt, da er in der Lage ist jede weibliche Figur innerhalb dieser Spiele zu verführen. Im Schulalltag sieht dies jedoch vollkommen anders aus und er trägt den Spitznamen „Nerdbrille“ (オタメガネ, Otamegane, ein Kofferwort aus Otaku und Megane), was abwertend gemeint ist.
Eines Tages bekommt er eine E-Mail, in der ihm ein Vertrag angeboten wird, „Mädchen zu erobern“. Als er diesen bestätigt, denkt er jedoch weiterhin nur an seine Spiele. In Wirklichkeit schloss er jedoch den Vertrag mit der Dämonin Elsea de Lute Irma (エリュシア・デ・ルート・イーマ), Spitzname Elsie (エルシィ, Erushi) und der Hölle. Sie ist dabei nicht wie vermutet böse, sondern soll sogenannte „Fluchtseelen“ (japanisch Kaketama oder auch Weiß) gefangen nehmen, die sich in den Herzen von Mädchen versteckten und darauf warteten, als deren Kinder wiedergeboren zu werden. Die einzige Methode, diese dort herauszuholen sei es jedoch, dass sich das Mädchen in einen Jungen verlieben müsse, was die Lücken in ihrem Herzen schließe und keinen Platz mehr für die Seelen ließe. Keima ist von der Idee und dem Missverständnis überhaupt nicht begeistert, da er noch nie ein echtes Mädchen verführt hat, geschweige denn überhaupt dazu gewillt war. Jedoch zwingt ihn ein mit dem Vertrag auftauchendes Halsband dazu, das ihn im Falle eines Vertragsbruchs enthaupten würde.
In dieser unausweichlichen Situation steckend versucht Keima, seine in Spielen gesammelten Erfahrungen auf die Realität anzuwenden, was wiederholt genutzt wird, um die typischen Klischees der Spiele und der Stereotype von Anime-Figuren zu parodieren. Zugleich wird dabei die Beziehung zwischen Keima und Elsie weiter verfolgt, die nun ebenfalls die Schule besucht und sich als seine Halbschwester ausgibt.

## Entstehung und Veröffentlichungen
Der Manga Kami nomi zo Shiru Sekai wird von dem japanischen Mangaka Tamiki Wakaki geschrieben und gezeichnet. Ein erster ein Kapitel umfassender Vorläufer wurde in der 32. Ausgabe 2007 der Shōnen Sunday unter dem Titel Koishite!? Kami-sama!! (恋して!? 神様!!) veröffentlicht. Die eigentliche Reihe begann am 9. April 2008 im gleichen Magazin, das von Shogakukan herausgegeben wird, und endete am 23. April 2014 in Ausgabe 21/2014 des Magazins. Von dieser Reihe erschienen insgesamt 26 Zusammenfassungen der Kapitel – im Manga selber als Flag bezeichnet, was in den von der Handlung thematisierten Spielen eine Zustandsvariable basierend auf den Entscheidungen des Spielers meint die Einfluss auf die weitere Handlung hat – als Tankōbon.
- Bd. 01: ISBN 978-4-09-121430-0, 11. Juli 2008
- Bd. 02: ISBN 978-4-09-121497-3, 17. Oktober 2008
- Bd. 03: ISBN 978-4-09-121570-3, 16. Januar 2009
- Bd. 04: ISBN 978-4-09-122004-2, 17. April 2009
- Bd. 05: ISBN 978-4-09-121709-7, 17. Juli 2009
- Bd. 06: ISBN 978-4-09-121788-2, 16. Oktober 2009
- Bd. 07: ISBN 978-4-09-122137-7, 16. Januar 2010
- Bd. 08: ISBN 978-4-09-122266-4, 16. April 2010
- Bd. 09: ISBN 978-4-09-122329-6, 18. Juni 2010
- Bd. 10: ISBN 978-4-09-122522-1 (normal),
Bd. 10:  ISBN 978-4-09-941700-0 (limitiert mit DVD) 17. September 2010
- Bd. 11: ISBN 978-4-09-122679-2, 17. Dezember 2010
- Bd. 12: ISBN 978-4-09-122679-2 (normal),
Bd. 12:  ISBN 978-4-09-159079-4 (limitiert mit Kalender), 19. April 2011
- Bd. 13: ISBN 978-4-09-122792-8 (normal),
Bd. 13:  ISBN 978-4-09-159093-0 (limitiert mit Stahllesezeichen), 17. Juni 2011
- Bd. 14: ISBN 978-4-09-123237-3 (normal),
Bd. 14:  ISBN 978-4-09-941711-6 (limitiert mit OVA), 16. September 2011
- Bd. 15: ISBN 978-4-09-123429-2 (normal),
Bd. 15:  ISBN 978-4-09-159107-4 (limitiert mit Telefonanhänger), 16. Dezember 2011
- Bd. 16: ISBN 978-4-09-123563-3 (normal),
Bd. 16:  ISBN 978-4-09-159112-8 (limitiert mit Stift in Sichelform), 16. März 2012
- Bd. 17: ISBN 978-4-09-123696-8 (normal),
Bd. 17:  ISBN 978-4-09-941802-1 (limitiert mit Bd. 18 und Artbook), 18. Juli 2012
- Bd. 18: ISBN 978-4-09-123710-1 (normal),
Bd. 18:  ISBN 978-4-09-941802-1 (limitiert mit Bd. 17 und Artbook), 18. Juli 2012
- Bd. 19: ISBN 978-4-09-123885-6 (normal),
Bd. 19:  ISBN 978-4-09-941803-8 (limitiert mit OVA), 18. Oktober 2012
- Bd. 20: ISBN 978-4-09-124037-8 (normal),
Bd. 20:  ISBN 978-4-09-941806-9 (limitiert mit OVA und 4-seitigen Yonkoma-Manga), 18. Dezember 2012
- Bd. 21: ISBN 978-4-09-124198-6 (normal),
Bd. 21:  ISBN 978-4-09-941815-1 (limitiert mit Manga Magical Star Kanon-chan 100%), 16. April 2013
- Bd. 22: ISBN 978-4-09-124321-8 (normal),
Bd. 22:  ISBN 978-4-09-941814-4 (limitiert mit OVA), 18. Juni 2013
- Bd. 23: ISBN 978-4-09-124381-2, 18. September 2013
- Bd. 24: ISBN 978-4-09-124511-3 (normal),
Bd. 24:  ISBN 978-4-09-159172-2 (limitiert mit Extra-Illustrationen), 18. Dezember 2013
- Bd. 25: ISBN 978-4-09-124579-3 (normal),
Bd. 25:  ISBN 978-4-09-159189-0 (limitiert mit Postkarten), 18. März 2014
- Bd. 26: ISBN 978-4-09-124666-0 (normal),
Bd. 25:  ISBN 978-4-09-159193-7 (limitiert mit Postkarten), 18. Juni 2014

Band 17 und 18 wurden ungewöhnlicherweise gleichzeitig veröffentlicht und erschienen auch als Doppelset mit dem Artbook Every Lovely Angel, dass unter anderem die Cover zur Serie von der Shōnen Sunday und den Sammelbänden in doppelter Größe enthält.
In Südkorea wurde die Reihe durch Haksan Culture lizenziert, wo die ersten beiden Bände im August 2009 veröffentlicht wurden. Eine deutsche Übersetzung erschien zwischen November 2011 und Juni 2016 bei Egmont Manga.
Am 10. September 2014 wurde ein Spin-off namens Kami Nomi zo Shiru Sekai: On The Train (神のみぞ知るセカイ on the train) angekündigt, dass ab 19. September bei Shōgakukans Webmanga-Magazin Club Sunday erscheinen soll. Inhaltlich wird dieses die Figuren aus dem Manga mit einer Zugthematik kombinieren, zumal die meisten weiblichen Figuren nach Zughaltestellen der Kintetsu-Bahngesellschaft benannt sind.

## Adaptionen

### Light Novel
Eine Adaption des Mangas als Light-Novel-Reihe wird von Mamizu Arisawa geschrieben. Die Illustrationen stammen unterdessen vom Autor des Mangas Tamiki Wakaki. Die erste Ausgabe erschien am 19. Mai 2009, ISBN 978-4-09-451137-6 und die zweite am 18. Mai 2010, ISBN 978-4-09-451203-8 ebenfalls bei Shogakukan unter dem Imprint Gagaga Bunko. Von dieser erschienen davon zwei Ausgaben.

### Anime

#### Kami nomi zo Shiru Sekai
Unter der Regie von Shigehito Takayanagi und nach einem auf der Handlung des Mangas aufbauenden Drehbuch von Hideyuki Kurata, verfilmte das Animationsstudio Manglobe Kami nomi zo Shiru Sekai im Jahr 2010. Das Character Design stammt von Akio Watanabe. Die Hintergrundmusik komponierte und arrangierte Hayato Matsuo. Ein Prolog zur Serie erschien am 17. September 2010 mit der limitierten Fassung des 10. Manga-Bandes.
Die Erstausstrahlung der ersten Staffel fand vom 7. Oktober bis 23. Dezember 2010 in der Nacht des  (und damit am vorherigen Fernsehtag) bis parallel auf dem japanischen Fernsehsendern TV Tokyo, der unter anderem auch an der Produktion beteiligt war und TV Setouchi. Eine halbe Stunde später folgte die Übertragung auf TV Hokkaido. Einige Tage später begannen die Sender TV Aichi, TV Ōsaka und TVQ Kyushu ebenfalls mit der Ausstrahlung. Die Staffel erstreckt sich über die ersten beiden Manga-Bände ist in mehrere Handlungsbögen unterteilt: Folge 1 handelt von Ayumi Takahara und entspricht dem ersten Mangakapitel; die Folgen 2 und 3, jeweils in zwei separate Kapitel unterteilt, über Mio Aoyama basierend auf den Mangakapiteln 2 bis 5; Folge 4 mit einer Nebengeschichte auf Mangakapitel 17 (Band 3); die Folgen 5 und 7 über Kanon Nakagawa auf den Kapiteln 7 bis 10; Folgen 8 auf den Kapitel 11 und 12; die Folgen 9 bis 11 über Shiori Shiomiya auf den Kapiteln 13 bis 16; und die letzte Folge auf den Mangakapitel 6.

#### Kami nomi zo Shiru Sekai II
Die zweite Staffel startete am 12. April 2011 auf TV Tokyo und lief bis zum 28. Juni 2011 mit 12 Folgen. TV Aichi folgte mit einer halben Stunde Versatz und binnen einer Woche TVQ Kyushu, TV Setouchi, TV Hokkaido und TV Osaka. Ab 18. April folgte AT-X landesweit über Satellit. Auch diese Staffel enthält mehrere Handlungsbögen, diesmal im Wesentlichen aus den Bänden 3 bis 5: die Folgen 1 und 2 handeln von Kusunoki Kasuga basierend auf den Mangakapiteln 18 bis 22; Folgen 3 und 4 über Haqua basierend auf den Kapiteln 22 bis 26; Folgen 5 bis 7 über Chihiro Kosaka auf den Kapiteln 28 bis 32; Folge 8 mit zwei Nebengeschichten auf den Kapiteln 33 und 27; Folgen 9 bis 11 über Jun Nagase auf den Kapiteln 36 bis 41; und die letzte Folge ist eine Nebengeschichte basierend auf Kapitel 75 aus Band 8.
Beide Serien wurden jeweils am selben Tag (auf Grund der unterschiedlichen Zeitzonen nominell am Vortag) wie ihre japanische Erstausstrahlung auf TV Tokyo in einer Englisch untertitelten Fassung weltweit auf Crunchyroll gestreamt.
Beiden Staffeln wurden von Januar bis Dezember 2011 auf 12 Blu-Rays (je in einer normalen und einer limitierten Fassung) und DVD verkauft. Die Verkaufszahlen lagen jedoch unter den Erwartungen, so verkauften sich die Blu-Rays von Kami nomi zo Shiru Sekai II in der jeweiligen Ersterscheinungswoche nur je etwa 2000-mal. In den USA erschienen sie bei Sentai Filmworks.

#### Kami nomi zo Shiru Sekai: Megami-hen
Aufgrund der Verkaufszahlen war eine dritte Staffel ursprünglich nicht mehr geplant und der Produktionsstab wurde aufgelöst. Im Dezember 2012 wurde jedoch die Produktion einer dritten Fernsehstaffel namens Megami-hen bekanntgegeben.
Die Regie übernahm Satoshi Ōsedo und Akio Watanabe wurde als Character Designer von Toshie Kawamura unterstützt. Die 12 Folgen umfassende Staffel lief vom 9. Juli bis 24. September 2013 nach Mitternacht zuerst auf TV Tokyo, später gefolgt von TV Osaka, TV Setouchi, TVQ Kyūshū, TV Hokkaidō und TV Aichi. Ein englisch untertitelter Simulcast lief auf Crunchyroll und für den US-Videomarkt wurde sie von Sentai Filmworks erworben.
Die dritte Staffel deckt den „Göttinnen-Zyklus“ des Manga ab, d. h. Kapitel 114 aus Band 13 bis Kapitel 189 aus Band 19.

#### OVAs
Zudem wurden OVAs produziert die als Bonus einzelnen limitierten Manga-Bänden beigelegt waren. Die erste OVA 4-nin to Idol (4人とアイドル, Yonin to Aidoru) war der limitierten Fassung des 14. Manga-Bandes vom 16. September 2011 beigelegt. Sie erzählt eine Nebengeschichte zu Chihiro, Ayumi und Kanon, basierend auf den Kapiteln 54 und 55 aus dem Manga-Band 6.
Die Handlung der zweiten Staffel wurde jedoch mit der zweiten OVA Tenri-hen (天理編) fortgesetzt die in zwei Teilen am 18. Oktober und 18. Dezember 2012 dem limitierten 19. und 20. Band beigelegt waren. Diese handeln über Tenri Ayukawa und basieren auf dem 7. Band bzw. den Kapiteln 57 bis 65.
Dem limitierten Band 22 vom 18. Juni 2013 wurde ein weiteres OVA-Spinoff über Kanon namens Magical Star Kanon-chan 100% (マジカル☆スター かのん100%) beigelegt, das eine Adaption der gleichnamigen Band 12 beigelegten Extra-Kurzgeschichte war.
Die OVAs wurden in Nordamerika ebenfalls von Sentai Filmworks lizenziert.

#### Synchronisation
| Rolle                  | Japanischer Sprecher (Seiyū) |
| ---------------------- | ---------------------------- |
| Keima Katsuragi        | Hiro Shimono                 |
| Elsea de Lute Irma     | Kanae Itō                    |
| Ayumi Takahara         | Ayana Taketatsu              |
| Mio Aoyama             | Aoi Yūki                     |
| Kanon Nakagawa         | Nao Tōyama                   |
| Shiori Shiomiya        | Kana Hanazawa                |
| Kusunoki Kasuga        | Ami Koshimizu                |
| Haqua du Lot Herminium | Saori Hayami                 |
| Chihiro Kosaka         | Kana Asumi                   |
| Jun Nagase             | Aki Toyosaki                 |
| Tenri Ayukawa, Diana   | Kaori Nazuka                 |
| Nora                   | Megumi Toyoguchi             |
| Yui Goidō              | Ayahi Takagaki               |
| Tsukiyo Kujō           | Yuka Iguchi                  |
| Lune                   | Haruka Tomatsu               |

#### Musik

##### Vor- und Abspänne
In der ersten Staffel wurde im Vorspann eine Kurzfassung des Titels God only knows Dai-san-maku (God only knows 第三幕) gespielt, der von „Oratorio The World God Only Knows / Vocal: Elisa“ interpretiert wurde. Der Abspann war, ebenfalls in einer Kurzfassung, im Allgemeinen mit dem Titel Koi no Shirushi (コイノシルシ) unterlegt, der von Ayana Taketatsu gesungen wurde. Ausnahmen waren Folge 4 Tatte Ichido no Kiseki (たった一度の奇跡) gesungen von „Asuka Sora starring Sakurai Tomo“ (飛鳥空 starring 櫻井智), in Folge 7 Happy Crescent (ハッピークレセント, Happī Kuresento) von „Nakagawa Kanon (Tōyama Nao)“ (中川かのん starring 東山奈央), in Folge 8 Koi no Shirushi from Elsie (コイノシルシ from Elsie) von „Elsie starring Itō Kanae“ (エルシィ starring 伊藤かな恵) und in der letzten Folge Shūseki Kairo no Yume Tabibito (集積回路の夢旅人) von „Katsuragi Keima starring Shimono Hiro with Oratorio The World God Only Knows“ (桂木桂馬 starring 下野紘 with Oratorio The World God Only Knows).
Daneben wurde auch innerhalb einiger Folgen Musikstücke gespielt. In Folge 4 wurde Hajimete no Iro (初めての色) von „Asuka Sora starring Sakurai Tomo“ gespielt. Im Handlungsbogen um das Idol Kanon Nakagawa, d. h. den Folgen 5 bis 7 wurden folgende Stücke gespielt die als Sängerin „Nakagawa Kanon (Tōyama Nao)“ nennen: All 4 You, Love Kanon, Happy Crescent und Love Call (らぶこーる, Rabu Kōru). In Folge 7 zudem Koi, Yoroshiku Onegai Shimasu! (恋、ヨロシクお願いします!) von „Citron starring Hidaka Rina & Uchida Maaya & Tōyama Nao“ (シトロン starring 日高里菜&内田真礼&東山奈央), wobei Citron die fiktive Band bestehend aus drei Sängerinnen innerhalb der Folge ist. In Folge 8 wurde Oh! Mai God!! (Oh!まい☆GOD!!) von „Elsie starring Itō Kanae“ und in den letzten beiden Folgen God only knows von Oratorio The World God Only Knows.
In der zweiten Staffel wurde als Vorspann A Whole New World God Only Knows von „Oratorio The World God Only Knows / Vocal: Lia & Elisa“ und als Abspann Ai no Yokan (アイノヨカン) von Kaminozo Shiritai (神のみぞ知り隊) verwendet.
Die dritte Staffel verwendete im Vorspann God only knows -Secrets of the Goddess- (Extract) von „Oratorio The World God Only Knows / Vocal: Saori Hayami“ und im Abspann für die Folgen 2 bis 6, 9 und 11 Kizuna no Yukue jeweils gesungen von einer anderen Synchronsprecherin unter ihrem Rollennamen – Folge 2: „Kanon Nakagawa“, 3: „Tenri Ayukawa“, 4: „Tsukiyo Kujō“, 5: „Yui Goidō“, 6: „Shiori Shiomiya“, 9: „Ayumi Takahara“ und 11: „Jupiter no Shimai“, d. h. die vorigen zusammen –, in Folge 7 wurde Hajimete no Koi o Shita Kioku – Piano Bansō (初めて恋をした記憶〜ピアノ伴奏〜) von „Kosaka Chihiro starring Asumi Kana“ genutzt, in Folge 8 Hitomi kara Snow (瞳からスノー, Hitomi kara Sunō) von „Nakagawa Kanon starring Toyama Nao“, in Folge 10 With…you… von „Haqua starring Hayami Saori“, in Folge 12 Hajimete no Koi o Shita Kioku von „2B Pencils & Nakagawa Kanon (Vocal: Kosaka Chihiro starring Asumi Kana, Nakagawa Kanon starring Toyama Nao“) und im Epilog schließlich Koi no Shirushi von „Kami nomi zo Shiru Tai“.
Die erste OVA benutzte Natsuiro Surprise (夏色サプライズ) von Nao Tōyama und Hajimete Koi o Shita Kioku (始めて恋をした記憶) von Kana Asumi im Vor- bzw. Abspann. Die Tenri-OVA verwendete als Thema für den ersten Teil Hikari no Kiseki (ヒカリノキセキ) und für den zweiten Teil Mirai e no Tobira (未来への扉), beide von eyelis.

##### Konzerte
Zudem wurden für die Figur Kanon Nakagawa mehrere Alben produziert, die von Nao Tōyama gesungen wurden, die auch zwei Konzerte gab: Nakagawa Kanon starring Tōyama Nao 1st Concert 2012: Ribbon Revolution (中川かのん starring 東山奈央 1st コンサート2012 Ribbon Revolution) am 12. Februar 2012 in der Hibiya Kōkaidō und Nakagawa Kanon starring Tōyama Nao 2nd Concert 2014: Ribbon Illusion (中川かのん starring 東山奈央 2nd コンサート2014 Ribbon Illusion) am 22. Februar 2014 im Maihama Aphitheater.
Die entsprechenden Konzert-DVDs und -Blu-rays erschienen am 30. Mai 2012 bzw. 28. Mai 2014.

##### Singles
Insgesamt wurden folgende CDs veröffentlicht, wobei zudem deren Oricon-Chartplatzierungen angegeben sind:
Vor- und Abspänne:
- God only knows – Shūseki Kairo no Yume Tabibito (God only knows〜集積回路の夢旅人). 3. November 2010, #10[12]
- Koi no Shirushi (コイノシルシ). 8. Dezember 2010, #26[13]
- A Whole New World God Only Knows. 18. Mai 2011, #19[12]
- Ai no Yokan (アイノヨカン). 25. Mai 2011, #27[13]
- Hikari no Kiseki / Mirai no e no Tobira (ヒカリノキセキ/未来への扉). 19. Dezember 2012, #45[14]
- God only knows -Secrets of the Goddess-. 31. Juli 2013, #23[12]
- Kizuna no Yukue (キズナノユクエ). 11. September 2013, #33[15]

Character-CDs:
- Kaminomi Chara CD.0: Elsie starring Itō Kanae (神のみキャラCD.0 エルシィ starring 伊藤かな恵). 10. November 2010, #53[16]
- Kaminomi Chara CD.1: Takahara Ayumi starring Taketatsu Ayana (神のみキャラCD.1 高原歩美 starring 竹達彩奈). 17. November 2010, #43[17]
- Kaminomi Chara CD.2: Aoyama Mio starring Yūki Aoi (神のみキャラCD.2 青山美生 starring 悠木碧). 24. November 2010, #79[18]
- Kaminomi Chara CD.Crayon: Asuka Sora starring Sakurai Tomo (神のみキャラCD.くれよん 飛鳥空 starring 櫻井智). 1. Dezember 2010, #60[19]
- Kaminomi Chara CD.3: Nakagawa Kanon starring Tōyama Nao (神のみキャラCD.3 中川かのん starring 東山奈央). 15. Dezember 2010, #24[20]
- Kaminomi Chara CD.4: Shiomiya Shiori starring Hanazawa Kana (神のみキャラCD.4 汐宮栞 starring 花澤香菜). 22. Dezember 2010, #34[21]
- Kaminomi Chara CD.5: Kusunoki Kasuga starring Koshimizu Ami (神のみキャラCD.5 春日楠 starring 小清水亜美). 1. Juni 2011, #48[22]
- Kaminomi Chara CD.00: Haqua starring Hayami Saori (神のみキャラCD.00 ハクア starring 早見沙織). 8. Juni 2011, #36[23]
- Kaminomi Chara CD.6: Kosaka Chihiro starring Asumi Kana (神のみキャラCD.6 小阪ちひろ starring 阿澄佳奈). 15. Juni 2011, #38[24]
- Kaminomi Chara CD.7: Nagase Jun starring Toyosaki Aki (神のみキャラCD.7 長瀬純 starring 豊崎愛生). 22. Juni 2011, #31[25]
- Kaminomi Chara CD.Kami: Katsuragi Keima starring Shimono Hiro (神のみキャラCD.神 桂木桂馬 starring 下野紘). 14. März 2012, #59[26]
- Kaminomi Chara CD.8: Ayukawa Tenri starring Nazuka Kaori (神のみキャラCD.8 鮎川天理 starring 名塚佳織). 7. August 2013, #89[27]
- Kaminomi Chara CD.9: Kujō Tsukiyo starring Iguchi Yuka (神のみキャラCD.9 九条月夜 starring 井口裕香). 21. August 2013, #78[28]
- Kaminomi Chara CD.10: Goidō Yui starring Takagaki Ayahi (神のみキャラCD.10 五位堂結 starring 高垣彩陽). 28. August 2013, #71[29]
- Kaminomi Chara CD.000: Elsie & Haqua starring Itō Kanae & Hayami Saori (神のみキャラCD.000 エルシィ&ハクア starring 伊藤かな恵＆早見沙織). 4. September 2013, #60[30]

Kanon Nakagawa starring Tōyama Nao:
- Natsuiro Surprise (夏色サプライズ). 3. März 2011, #14[31]
- Sakurairo Sotsugyō (桜色卒業). 3. März 2012, #30[31]
- Kanon 100% (かのん100%). 19. Juni 2013, #25[31]

2B Pencils:
- Hajimete Koi o Shita Kioku (初めて恋をした記憶). 25. September 2013, #40[32]

##### Alben
Soundtracks:
- Kami nomi zo Shiru Sekai: Original Soundtrack (神のみぞ知るセカイ Original Soundtrack). 6. April 2011
- Kami nomi zo Shiru Sekai II: Original Soundtrack (神のみぞ知るセカイII Original Soundtrack). 27. Juli 2011
- Kami nomi zo Shiru Sekai Megami-hen: Original Soundtrack (神のみぞ知るセカイ 女神篇 Original Soundtrack). 25. Dezember 2013

Cover von Anime-Liedern durch die Figuren:
- The World God Only Knows: Character Cover Album selected by Tamiki Wakaki (「神のみぞ知るセカイ」キャラクター・カバーALBUM~選曲：若木民喜). 21. Dezember 2011, #35[33]
- The World God Only Knows: Character Cover Album selected by Tamiki Wakaki (「神のみぞ知るセカイ」キャラクター・カバーALBUM2~選曲：若木民喜). 12. Februar 2014, #23[34]

Kanon Nakagawa starring Tōyama Nao:
- Birth. 3. März 2011, #22, limitierte Neuausgabe: 30. Oktober 2013, #63[35]
- Nakagawa Kanon starring Tōyama Nao 1st Concert 2012: Ribbon Revolution (中川かのん starring 東山奈央 1stコンサート2012 Ribbon Revolution). 30. Mai 2012, #28[35]
- Colors. 30. Oktober 2013, #15[35]

Kaketama-tai starring Kanae Ito & Saori Hayami:
- Greetings from special agents Elysia de Lute Ima and Haqua d'rot Herminium. 21. September 2011, #25[36]
- Second Mission. 27. November 2013, #70[36]

2B Pencils:
- 2B Pencils. 11. Dezember 2013, #60[37]

## Rezeption
Kami nomi zo Shiru Sekai war nach Oricon das viertmeist verkaufte Tankōbon in der Woche vom 13. bis 19. Januar 2009. In dieser verkauften sich mehr als 50.500 Exemplare. Auch die restlichen Mangabände finden sich bei ihrer Erscheinung regelmäßig in den Top 10 wieder mit jeweils etwa 80.000 verkauften Exemplaren in der ersten Woche.